# Antilliaanse Feesten
De Antilliaanse Feesten zijn een muziekfestival met Caraïbische muziek dat plaatsvindt in Hoogstraten. Het festival vindt sinds 1983 (met uitzondering van 2020 en 2021) plaats tijdens het tweede weekend van augustus.
Tot de verschillende muziekstijlen die het festival programmeert behoren onder meer Bachata, Champeta, Cumbia, Dancehall, Kompa, Merengue, Reggaeton, Salsa, Ska, Soca, Soukous, Timba, Vallenato en Zouk.
De Antilliaanse Feesten trokken in 2016 ongeveer 38.000 bezoekers.